# Balão volumétrico

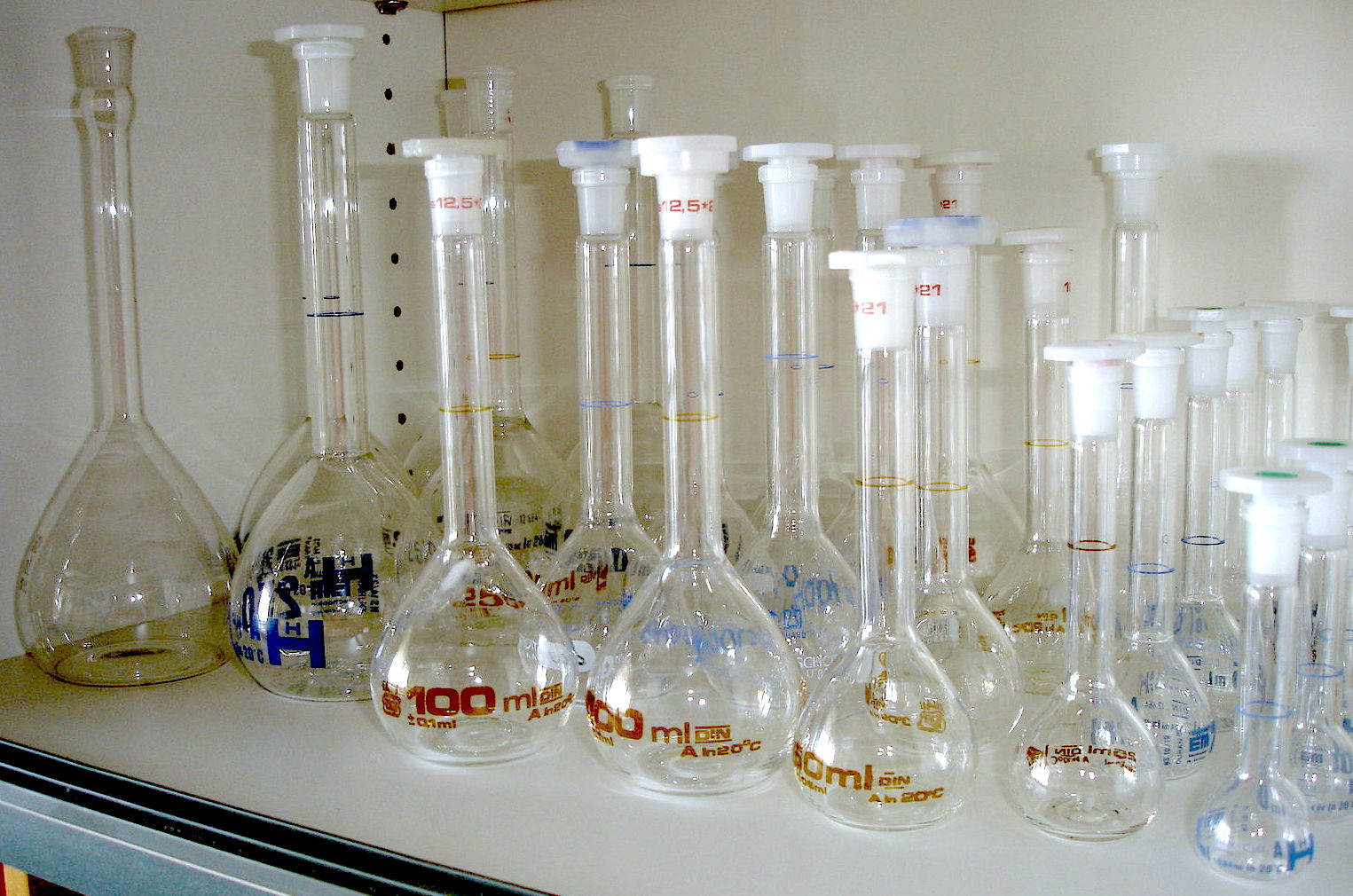
Balões volumétricos de vários tamanhos.

O balão volumétrico ou balão graduado é um frasco utilizado na preparação e diluição de soluções com volumes precisos e pré-fixados.
Possui um traço de aferição no gargalo. Este tipo de vidraria é usado na preparação de soluções que precisam ter concentrações definidas (concentração expressa em uma grandeza por unidade de volume). Os balões volumétricos têm um volume único e fixo que é descrito no próprio balão. Existem balões volumétricos feitos em vidro borossilicato e em polipropileno. Os balões volumétricos em polipropileno são bastante utilizados nos E.U.A e em alguns países europeus. Os balões volumétricos são feitos em diversos tamanhos, com volumes variados entre 5 mL a 10 L, porém os mais comuns, especialmente em laboratórios, são volumes de 50, 100, 250, 500 e 1000 mL. Um balão volumétrico, assim como todo material de medição exata, jamais deve ser utilizado para aquecer substâncias, pois o calor irá distorcer o vidro e mudar seu volume calibrado. As medidas volumétricas tomam como referência alguma temperatura padrão, sendo este ponto de referência perto dos 20 °C (temperatura equivalente a maioria dos laboratórios).